# De grandes espérances
De grandes espérances és una pel·lícula francesa dirigida per Sylvain Desclous, estrenada el 2022.

## Argument
Estiu 2019. Acabada de graduar-se en el prestigiós Institut d'Estudis Polítics de Lió, Madeleine marxa a preparar-se per als exàmens de l'Escola nacional d'administració a Còrsega amb Antoine, el seu amant amb qui comparteix conviccions polítiques d'esquerra. Ella ve d'un entorn modest (òrfena de mare i pare absent) mentre que ell és fill d'un advocat ric. Un sopar a casa del pare d'Antoine permet a Madeleine conèixer Gabrielle, una exsecretària d'estat del Partit Socialista. En una petita carretera deserta, una trobada imprevista segellarà el destí de Madeleine i Antoine: un altercat amb un motorista violent es converteix en una tragèdia. El seu amor es posa en dubte. Madeleine mostra resiliència i accepta una posició amb Gabrielle. Antoine, per la seva banda, mostra covardia i renuncia a les seves idees polítiques.

## Repartiment
- Rebecca Marder: Madeleine Pastor
- Benjamin Lavernhe: Antoine Mandeville
- Emmanuelle Bercot: Gabrielle Dervaz
- Marc Barbé: Yvan Pastor, el pare de Madeleine
- Pascal Elso: Bertrand Mandeville, el pare d'Antoine
- Thomas Thévenoud: Thomas Peltier, el ministre de treball[4]
- Cédric Appietto: Lucciani, el Còrsega a la carretera

## Premis
Festival Jean-Carmet, Moulins, 2022: premi del públic al millor actor secundari, atorgat a Marc Barbé.